# دوروثي مورتون
دوروثي مورتون هي عازفة بيانو كندية، ولدت في 17 سبتمبر 1924 في مونتريال في كندا، وتوفي بنفس المكان في 17 سبتمبر 2008.